# Maurice-Guillaume de Saxe-Mersebourg
Maurice-Guillaume, né le 5 février 1688 à Mersebourg et mort le 21 avril 1731, est duc de Saxe-Mersebourg de 1694 à sa mort.

## Biographie
Fils cadet du duc Christian II de Saxe-Mersebourg et d'Erdmuthe de Saxe-Zeitz, il succède à son frère aîné Christian III Maurice. Durant sa minorité, la gestion du duché est assurée par l'électeur Frédéric-Auguste Ier de Saxe.
Maurice-Guillaume épouse le 4 novembre 1711 à Idstein Henriette-Charlotte de Nassau-Idstein, fille du prince Georges-Auguste de Nassau-Idstein. Ils ont une fille, Frédérique-Ulrique (née et morte le 23 juin 1720).
Puisque Maurice-Guillaume ne laisse pas de fils pour lui succéder, le duché de Saxe-Mersebourg passe à sa mort à son plus proche parent mâle encore en vie : son oncle Henri, le frère cadet de Christian II.